# 513
513 (DXIII) je bilo navadno leto, ki se je po julijanskem koledarju začelo na torek.

## Dogodki
- 1. januar

## Smrti
- 1. maj - Šen Jue, kitajski zgodovinar, glasbeni teoretik, pesnik in politik (*  441)